# Interstella 5555: The 5tory of the 5ecret 5tar 5ystem
Interstella 5555: The 5tory of the 5ecret 5tar 5ystem (Japans: インターステラ5555 ) is een Frans-Japanse animefilm uit 2003 van regisseur Kazuhisa Takenôchi. De film verbeeldt het muziekalbum Discovery van het Franse duo Daft Punk.

## Verhaal
Muziekbaas Earl de Darkwood ontvoert de buitenaardse muziekgroep The Crescendolls, wijzigt hun geheugen en uiterlijk naar een menselijke vorm en brengt hen uit op Aarde. Hier worden ze een groot succes. Shep, een ruimtepiloot met een (obsessieve) liefde voor basgitarist Stella, reist af naar de aarde om de band te redden. Met een speciaal apparaat geeft hij de geheugens terug van alle bandleden. Hij is echter te laat om dat ook bij Stella te doen. De band vlucht.
Stella, die nog niet haar geheugen terug heeft, gaat met Earl naar een prijsuitreiking. Terwijl ze haar jurk krijgt aangewezen, valt er iets uit Earls jaszak. Het is een visitekaartje met zijn adres erop. Stella besluit het mee te nemen.
Na de uitreiking neemt de band Stella en Shep mee naar een loods. Ze worden achtervolgd door Earls handlangers. Shep raakt hierbij zwaargewond. In de loods vraagt de stervende Shep aan Stella of ze zijn hand wil pakken. Op het moment dat ze dat doet, krijgt ook Stella haar geheugen terug. Hierna besluiten ze Shep te begraven. Ze zien nog een laatste visioen van Shep die opstijgt naar de hemel. De band besluit een bord te volgen waarop het adres van Earl staat. Eenmaal aangekomen zien ze een groot kasteel. Ze gaan het kasteel in, en lezen een boek genaamd Veridis Quo waarin Earls exacte plannen staan. Earl ontvoert al jaren wezens van andere planeten en maakt muzikanten van ze. Op het moment dat hij 5555 prijzen heeft gewonnen, heeft hij genoeg kracht om over het universum te heersen. De band vindt Earl en verslaat hem. The Crescendolls worden weer terugveranderd naar hun oorspronkelijke uiterlijk en gaan terug naar huis, en worden uitgezwaaid door hun fans. Eenmaal thuis aangekomen spelen ze weer live voor een groot publiek. 
Aan het einde van de film is een klein jongetje te zien dat naar bed wordt gebracht met allemaal Daft Punk-merchandising om zich heen. De credits beginnen en een geremixte versie van Aerodynamic is te horen.

## Samenstelling van de band
- Octave - keyboard/zang
- Stella - basgitaar
- Arpegius - gitaar
- Baryl - drums

## Overige personages
- Shep
- Earl the Darkwood
- Daft Punk (cameo)

## Nummers in de film
- One More Time (ft. Romanthony)
- Aerodynamic
- Digital Love
- Harder, Better, Faster, Stronger
- Crescendolls
- Nightvision
- Superheroes
- High Life
- Something About Us
- Voyager
- Veridis Quo
- Short Circuit
- Face to Face (ft. Todd Edwards)
- Too Long (ft. Romanthony)
- Aerodynamic [remix]